# Římskokatolická farnost Liberec-Ruprechtice
Římskokatolická farnost Liberec-Ruprechtice (lat. Ruppersdorfium) je církevní správní jednotka sdružující římské katolíky na území liberecké městské části Ruprechtice a v jejím okolí. Organizačně spadá do libereckého vikariátu, který je jedním z 10 vikariátů litoměřické diecéze. Centrem farnosti je kostel svatého Antonína Paduánského v Liberci-Ruprechticích.

## Historie farnosti
Matriky jsou v místě vedeny od roku 1799. Farnost byla založena v roce 1911.

### Duchovní správci vedoucí farnost
Začátek působnosti jmenovaného v duchovní správě farnosti od:
- 1911 Jos. Koch n. 23. 8. 1881 Leipa, o. 15. 7. 1906,
- 1. 10. 1912 Jos. Rich. Jahn n. 3. 1. 1873 Neudorf, o. 24. 6. 1897, † 2. 10. 1945
- 1. 11. 1945 Otto Blecher
- 1. 9. 1946 Ludvík Němec
- 1. 12. 1946 Andreas Berč (byzantský ritus)
- 1. 4. 1951 Bohuslav Čálek
- 1. 10. 1952 Jan Vraštil
- 1. 7. 1953 Antonín Němeček
- 14. 9. 1953 Ladislav Pokorný
- 16. 12. 1953 Jan Vraštil
- 24. 10. 1955 Jaroslav Knespl
- 1. 10. 1956 Jan Surý
- 24. 6. 1957 František Klapuch
- 1. 8. 1964 Ignác Stodůlka
- 15. 3. 1965 Alois Frajt
- 1. 10. 1974 Josef Dobiáš
- 1. 2. 1990 Antonín Pavel Kejdana, OFM
- 15. 8. 1997 Tomáš Pavel Genrt, OFM
- 1. 9. 2003 Antonín Pavel Kejdana, OFM
- 1. 9. 2009 Bartoloměj Pavel Černý, OFM, admin. in materialibus
- 8. 9. 2009 Ignác Vojtěch Majvald, OFM, admin. exc. in spiritualibus, od 1. 4. 2016 admin.
  - 1. 9. 2009 – † 8. 12. 2020 Antonín Pavel Kejdana, OFM, výpomocný duch.
- 1. 9. 2014 Ignác Vojtěch Majvald, OFM, admin. exc. in spiritualibus, od 1. 4. 2016 admin.
- 1. 9. 2017 František Jeroným Jurka, OFM, admin.
  - 20. 2. 2023 – 1. 9. 2023 Bernard Ondřej Mléčka, OFM, farní vikář
  - 1. 9. 2023 Jan Nepomuk Svoboda, OFM, farní vikář[3]

Kromě kněží stojících v čele farnosti, působili ve farnosti v průběhu její historie i jiní kněží. Většinou pracovali jako farní vikáři, kaplani, katecheté, výpomocní duchovní aj.

## Území farnosti
Do farnosti náleží území obce:
- Kateřinky (Katharinberg)[p 2]
- Ruprechtice (Ruppersdorf bei Reichenberg,[2] Ruppersdorf[4])[p 2]

## Římskokatolické sakrální stavby na území farnosti
| | Fotografie | Stavba                          | Místo       | Bohoslužby                      | Zeměpisné souřadnice            | Status       | Číslo kulturní památky           |
| Kostel | Kostel     | Kostel                          | Kostel      | Kostel                          | Kostel                          | Kostel       | Kostel                           |
| --- | ---------- | ------------------------------- | ----------- | ------------------------------- | ------------------------------- | ------------ | -------------------------------- |
| 1. |            | Kostel sv. Antonína Paduánského | Ruprechtice | bližší informace o bohoslužbách | 50°47′19″ s. š., 15°3′54″ v. d. | farní kostel | 44117/5-5597 (Pk•MIS•Sez•Obr•WD) |
| Některé drobné sakrální stavby a pamětihodnosti lze dohledat zde v databázi Drobné sakrální památky Zaniklé sakrální stavby lze dohledat zde v databázi Poškozené a zničené kostely, kaple a synagogy v České republice |            |                                 |             |                                 |                                 |              |                                  |

Ve farnosti se mohou nacházet i další drobné sakrální stavby, místa římskokatolického kultu a pamětihodnosti, které neobsahuje tato tabulka.